# Letzte Spur Berlin
Letzte Spur Berlin (první řada Die letzte Spur) je německý kriminální televizní seriál. Vysílá jej televize ZDF od roku 2012. Do současnosti bylo natočeno šest sérií.
Seriál se odehrává v Berlíně, kde speciální oddělení zemské policie pátrá po zmizelých osobách.